# NGC 3197
NGC 3197 é uma galáxia espiral (Sbc) localizada na direcção da constelação de Draco. Possui uma declinação de +77° 49' 13" e uma ascensão recta de 10 horas, 14 minutos e 27,3 segundos.
A galáxia NGC 3197 foi descoberta em 2 de Abril de 1801 por William Herschel.